# رأس صفاقس
رأس صفاقس هو أحد رؤوس الساحل الشرقي للبلاد التونسية ويقع إلى جنوب مدينة صفاقس.